# Manuel de Santa Maria
Frei Itaparica, ou Frei Manuel de Santa Maria (Ilha de Itaparica, 1704 — Itaparica, c. 1768) foi um frade franciscano e um poeta barroco brasileiro.

## Vida
Pouco se conhece da sua vida, sabendo-se apenas que professou na Ordem dos Frades Menores, no convento de Cabaceiras do Paraguaçu, dedicando-se, mais tarde, ao púlpito.

## Poemas
É autor de "Eustáquios", poema sacro e tragicómico, que contém a vida de Santo Eustáquio Mártir, chamado antes Plácido (latim: PLACIDVS) e de sua mulher e filhos, que foi publicado sem data, sem indicação de local nem autoria. Este poema, descoberto por Francisco Adolfo de Varnhagen, foi inicialmente atribuído ao padre Francisco de Sousa, autor de "O Oriente Conquistado a Jesus Cristo", mas, na introdução do Florilégio da Poesia Brasileira, Varnhagen reformulou a sua opinião, indicando Frei Itaparica como o verdadeiro autor.
Na obra destaca-se a descrição do inferno e a narrativa dos sonhos onde o Brasil é descrito numa época anterior ao seu descobrimento. Na página 105 da primeira edição (publicada em 1769) está a Descrição da ilha de Itaparica, termo da cidade da Bahia, da qual se faz menção no canto quinto, reimpressa em 1841, onde o poeta fala com entusiasmo das belezas de sua ilha natal. O poema seria uma réplica à "Ilha da Maré", de Manuel Botelho de Oliveira. São descritos os frutos, as fontes, os legumes, as árvores, as igrejas e as capelas, praticamente na mesma ordem em que estão referidas nas silvas de Botelho de Oliveira.

## Influência de Camões
Frei Itaparica foi muito influenciado por Luís Vaz de Camões e é um dos precursores do nativismo literário. Não há qualquer informação segura sobre o ano de sua morte, acreditando-se que tenha ocorrido depois de 1768, pois nesse ano tinha pronto para ser publicado um conto heroico sobre as festas que se realizaram na Paraíba, por ocasião do casamento dos príncipes de Portugal e Castela.